# Ринхини
Ринхини су били јужнословенско племе које које је током 7. и 8. века насељавали области око Солуна, полуострво Халкидики и источну обалу реке Струмице.
Током 7. века, заједно са другим Јужним Словенима (Струмљани, Драговити и Сагудати) у више наврата су учествовали у опсади Солуна. 658. године цар Констанс II Погонат је, због тога, са трупама ушао у Македонију, да умири сталне устанке Словена који су тамо живели. Многи од њих су били покорени. Ринхини и Струмљани обећали су да ће платити данак.
До средине 8. века као резултат унутрашњих немира у Византији контрола над Словенима у Македонији је ослабљена. Словени су престали да плаћају данак, и наставили са пиратским упадима у Егејском мору. Због тога је византијски цар Константин V Копроним 759. године повео кампању против Словена. Ринхони су у овом походу највише пострадали, и од тада се више не помињу.